# Радивонюк Марія Василівна
Марія Василівна Радивонюк (нар. 23 серпня 1959, село Грем'яче, тепер Острозького району Рівненської області) — українська радянська діячка, бригадир малярів спеціалізованого будівельно-монтажного управління «Опоряджбуд» тесту «Рівнепромбуд» Рівненської області. Депутат Верховної Ради УРСР 11-го скликання.

## Біографія
Освіта середня.
З 1976 року — маляр, бригадир малярів спеціалізованого будівельно-монтажного управління «Опоряджбуд» тесту «Ровнопромбуд» Ровенської області.
Потім — на пенсії в місті Рівне Рівненської області.

## Нагороди
- ордени
- медалі